# I
I, i (gesprochen: [ʔiː]) ist der neunte Buchstabe des klassischen und modernen lateinischen Alphabets. Er repräsentiert einen Vokal (auch wenn er unter bestimmten Bedingungen konsonantisch ausgesprochen werden kann). Phonetisch betrachtet ist das i ein geschlossener Vorderzungenvokal, liegt also im Vokaltrapez (und im Vokaldreieck) maximal oben und links. Der Buchstabe I hat in deutschen Texten eine durchschnittliche Häufigkeit von 7,55 Prozent. Er ist damit der dritthäufigste Buchstabe in deutschen Texten.

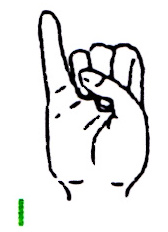
Buchstabe I im Fingeralphabet

Das Fingeralphabet für Gehörlose und Schwerhörige stellt den Buchstaben I dar, indem bei einer geschlossenen Faust mit davor liegendem Daumen der kleine Finger nach oben gestreckt wird.

## Herkunft
| Arm oder Hand (protosinaitisch) | Phönizisches Heth | Griechisches Iota | Etruskisches I | Lateinisches I |
| Arm oder Hand (protosinaitisch) | Phönizisches Yodh | Griechisches Iota | Etruskisches I | Lateinisches I |

In der protosinaitischen Schrift stellt der Buchstabe das Symbol für eine Hand mit einem Arm dar. Bereits in diesem Alphabet wurde begonnen, das Symbol stark zu vereinfachen, sodass zum Teil nur noch die Armbeugung und die Umrisse der Hand erkennbar sind. Im phönizischen Alphabet hatte der Buchstabe den Namen Yodh (Hand/Arm) und stand für den Halbkonsonanten [j] (wie in jung).
In das griechische Alphabet wurde das Yodh als Iota übernommen. Die Griechen änderten wegen ihrer vokalreichen Sprache den Lautwert des Buchstabens, er stand nun für [i]. Bereits im frühgriechischen Alphabet aus dem 7. Jahrhundert v. Chr. verlor das Iota alle Anfügungen und wurde zum simplen senkrechten Strich.
Weder im etruskischen noch im lateinischen Alphabet wurde der Buchstabe noch wesentlich verändert, der Lautwert [i] blieb erhalten.

### I longa
Das I longa, ein über die Zeile hinunter verlängertes I, wurde im Lateinischen seit Sullanischer Zeit zunächst zur Kennzeichnung des lang gesprochenen Lauts ī gegenüber kurzem ĭ gebraucht: FELꟾCꟾ, VꟾCUS. Im Verlauf der Kaiserzeit ging diese graphische Unterscheidung verloren, und das I longa wurde als seltenere Variante für jedes i verwendet, zuweilen auch bevorzugt für konsonantisches i̯ zwischen Vokalen: EꟾUS, EIꟾUS.
In Unicode ist das Zeichen als U+A7FE LATIN EPIGRAPHIC LETTER I LONGA kodiert.

## Der i-Punkt
Der i-Punkt ist meist ein kleiner gefüllter Kreis, kann aber auch dem Stil der jeweiligen Schriftart angepasst sein. Im optischen Eindruck entspricht seine Breite etwa der des Stammes des kleinen „i“, wobei er optisch entsprechend angepasst ist. Vor allem in Handschriften treten Sonderformen auf, wie strichförmige, ringförmige oder herzförmige i-Punkte. Das große I hat meist keinen Punkt, außer Varianten in lateinischen Alphabeten z. B. von Turksprachen.
Zur Geschichte des i-Punktes wird in Grimms Wörterbuch ausgeführt:

„Was die minuskel betrift, so ward das i bis zum 11. jahrh. ohne bestrichelung oder punctierung geschrieben. erst damals begann man zusammentreffende istriche mit accenten zu bezeichnen, um verwechselungen vorzubeugen. (…) schon im 12. jh. erscheint das strichlein zuweilen auch über dem einzelnen í daneben aber kommen immer noch i ohne bestrichelung häufig vor und nicht selten sind in älteren hss. dergleichen striche später nachgetragen worden. aus dem strichlein ward weiterhin der längst übliche punct, doch finden sich puncte über dem i (…) wohl kaum vor 1350.“

Umgangssprachlich wird er auch als i-Tüpfel oder i-Tüpfelchen und im Süddeutschen oder Österreichischen als i-Tüpferl bezeichnet.
Im übertragenen Sinne bedeutet „auf etwas den i-Punkt zu setzen“, es zu vervollständigen beziehungsweise zu verfeinern; macht dies jemand zwanghaft, wird er zum i-Tüpferlreiter oder Tüpflischisser.
In der Typographie verschmilzt der i-Punkt in manchen Schriftschnitten in bestimmten Ligaturen mit vorherstehenden Buchstaben, z. B. in den Ligaturen fi und ffi. In diesem Beispiel verschmilzt die Oberlänge des f mit dem i-Punkt des nachfolgenden i.

### i-Punkt und diakritische Zeichen
Wenn auf das i ein diakritisches Zeichen (z. B. Akut, Gravis, Trema usw.) gesetzt wird, ersetzt dieses den i-Punkt. Ein i mit Trema schreibt sich also mit zwei Überpunkten (ï), nicht mit dreien.
Beispiele sind: boîte (frz.), río (span.), lunedì (it.), égoïste (frz.), īss (lett.), peteĩ (grn.).

### ı ohne Punkt

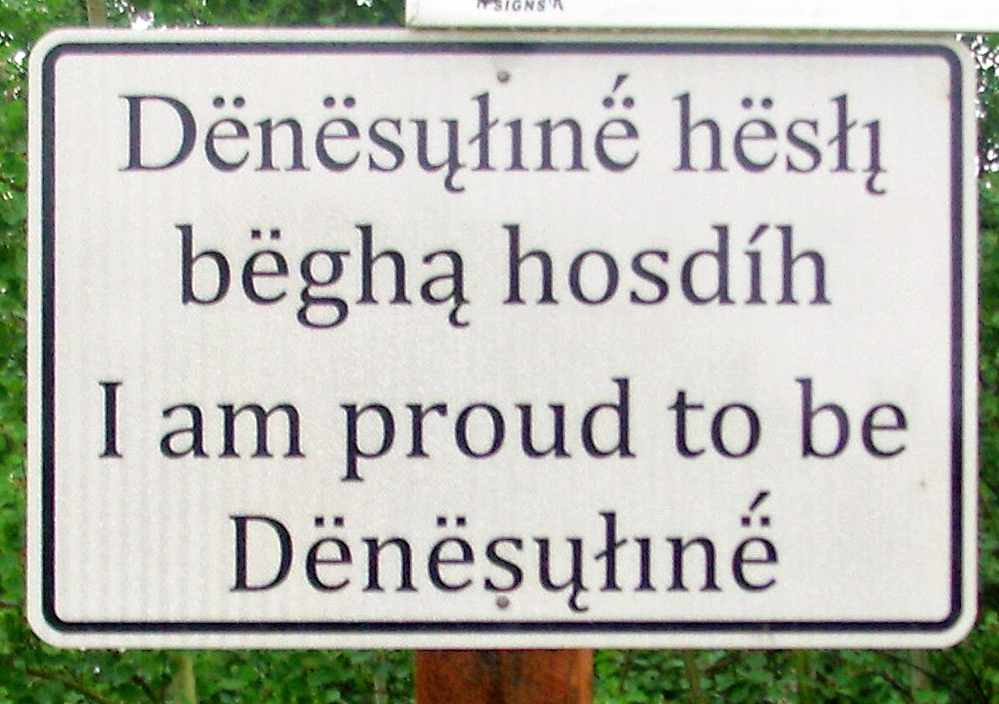
Zweisprachiges Schild (Chipewyan und Englisch) am Flughafen von La Loche, Saskatchewan, Kanada

In den meisten Sprachen ist der Punkt auf dem kleinen i ein integraler Bestandteil des Buchstabens ohne besondere Bedeutung. I und i sind derselbe Buchstabe.
In einigen Sprachen jedoch, unter anderem in der türkischen und in der aserbaidschanischen Sprache, gehören I und i zu verschiedenen Buchstaben: I ist der Großbuchstabe zum Kleinbuchstaben ı (beide ohne Punkt) und zum Kleinbuchstaben i gehört der Großbuchstabe İ (beide mit Punkt). Dass I und i nicht in allen Sprachen denselben Buchstaben repräsentieren, ist insbesondere für Software relevant, wenn Groß- und Kleinbuchstaben nicht unterschieden oder ineinander umgewandelt werden sollen, und betrifft in Textverarbeitungsprogrammen auch die Darstellung von Kapitälchen: Im Namen Çintımar kommen beide Zeichen vor. Ohne Auszeichnung als türkisch ist die Darstellung in der Regel nicht korrekt: *Çintımar – i und ı sehen dann gleich aus.
Das i ohne Punkt wird auch in der Verschriftung einiger Sprachen indigener Völker Kanadas verwendet, beispielsweise Dogrib (Tłı̨chǫ) oder Chipewyan, und dort auch mit diakritischen Zeichen wie dem Ogonek kombiniert.

#### Kodierung
Das große I mit Punkt (İ) und das ı ohne Punkt sind nebeneinander im Unicodeblock Lateinisch, erweitert-A sowie in ISO 8859-9 (Latin-5) und Windows-1254 (als 0xDD und 0xFD) kodiert.
| Standard     | Standard      | Großer lateinischer Buchstabe I mit Punkt | Kleiner lateinischer Buchstabe ı ohne Punkt |
| ------------ | ------------- | ----------------------------------------- | ------------------------------------------- |
| Unicode      | Codepoint     | U+0130                                    | U+0131                                      |
| Unicode      | Name          | LATIN CAPITAL LETTER I WITH DOT ABOVE     | LATIN SMALL LETTER DOTLESS I                |
| UTF-8        | UTF-8         | C4 B0                                     | C4 B1                                       |
| HTML-Entität | HTML-Entität  | &Idot;                                    | &inodot;                                    |
| XML/XHTML    | dezimal       | &#304;                                    | &#305;                                      |
| XML/XHTML    | hexadezimal   | &#x0130;                                  | &#x0131;                                    |
| TeX/LaTeX    | Textmodus     | \.I                                       | \i                                          |
| TeX/LaTeX    | Mathem. Modus | \dot{I}                                   | \imath                                      |

#### Mathematik
Der Kleinbuchstabe ı ist auch als HTML-Entität &imath; verfügbar, jedoch mit der Intention wie im TeX-Mathematikmodus, nämlich um Akzente auf ein i zu setzen und den Punkt zu entfernen. Die Unterscheidung ist nötig, da beispielsweise ein i mit Zirkumflex auf zwei Weisen aufgefasst werden kann: Als eigenständige Variable gegebenenfalls im Zusammenhang mit der Variablen i oder als Anwendung eines Operators, dargestellt durch einen Zirkumflex, auf die Variable i. Im ersten Fall entfällt der i-Punkt, wofür \imath (TeX) und &imath; (HTML) dienen, im zweiten Fall bleibt der i-Punkt unverändert Teil der Variablen.

## Das I in deutscher Rechtschreibung

### Das lang gesprochene I
Ein lang gesprochenes I wird in der deutschen Sprache in der Regel mit ie (im Wortinnern und im Auslaut von Funktionswörtern) gekennzeichnet: lieben, Wiese, Ziel, Schiene, Biest, die, sie, wie. Wenn in Erweiterungen ein [ə] folgt, wird ein Fugen-h gesetzt: Vieh, ziehen, wiehern, lieh. Das Dehnungs-h anderer Grundformen wird beibehalten: stehlen – stiehlt.
Am Wortanfang kommt ein ie aus schriftgeschichtlichen Gründen nicht vor. Man schreibt einfach „i“: Igel, Isegrim, Ibis. In einigen wenigen Fällen benutzt man ein Dehnungs-h, das es sonst nur bei den anderen Vokalen vor l, m, n, r gibt: ihm, ihn, ihr, Ihle.
In Fremdwörtern ist i die regelmäßige Schreibung für langes i: Maschine, Motiv, Rendite, intim, Silo, Visum. Nur in ganz bestimmten Fällen kommt ie vor: in den Verben, die auf -ieren enden, in den meisten Wörtern auf -ier (Klavier, Manieren, Papier), in ein paar Wörtern auf -ies (Paradies, portugiesisch) und (in Parallele zu -ee) ganz regelmäßig in Wörtern, die auf ein langes betontes i enden (Industrie, Biologie, Regie, Manie, Partie, …). ih kommt in Fremdwörtern nur ganz selten vor (Schlemihl).

### Das Dehnungs-i
Selten und nur regional in Eigennamen oder Ortsnamen zeigt das auf ein „o“ folgende „i“ die Dehnung des voranstehenden Vokals an. Dieses (westfälische) Dehnungs-i tritt hauptsächlich im Rheinland und am Niederrhein auf, z. B. in den Ortsnamen Troisdorf, Grevenbroich oder Korschenbroich.

### Das Doppel-i
Doppel-i (also ii) kommt nur in zusammengesetzten Wörtern (z. B. Parteiinteressen), in Wörtern mit den Nachsilben -ig, -in und -isch (z. B. breiig) sowie in Fremdwörtern mit dem Präfix anti- (z. B. Antiimperialismus) oder der Endung -ieren (z. B. variieren) vor. Dabei werden die beiden i voneinander getrennt (also i-i) ausgesprochen. Außerdem findet man es in fremdsprachigen Eigennamen wie Niigata oder Hawaii (hawaiische Schreibweise: Hawaiʻi).

## Zitat
„I, der höchste unter den vocalen, (…) wird von ICKELSAMER (…) in naiver weise beschrieben. nachdem er angegeben, wie das e hervorgebracht wird, sagt er: also auch das i, allein mit engerer beschlieszung der zene, die sich geneuer berieren, und ist fast der laut des kirrens der seu, wenn mans (man sie) sticht oder würget.(…)“

## Vorkommen des i in Marken- und Produktnamen
Einige Firmen benennen ihre Produkte aus dem Bereich der Unterhaltungselektronik aus Gründen der werblichen Kundenidentifikation mit einem kleinen i am Anfang oder Ende (englisch I ‚ich‘; analog MySpace, YouTube). Apple etablierte die Namensgebung mit dem 1998 vorgestellten iMac und hat seit Erscheinen des iPod (2001) seine Multimedia-Produkte fast durchgängig mit diesem Kleinbuchstaben am Anfang des Produktnamens gekennzeichnet. Von anderen Unternehmen stammende Beispiel sind u. a. „iGoogle“ und „iRobot“. Auch außerhalb der Informationstechnik ist diese Verwendung des „i“ zu finden.